# Tadeusz Jagodziński (inżynier)
Tadeusz Stefan Jagodziński – polski chemik, inżynier, profesor nauk chemicznych.

## Życiorys
W 1972 ukończył studia technologii chemicznej w Politechnice Szczecińskiej, w 1977 obronił pracę doktorską, w 1991 habilitował się na podstawie pracy zatytułowanej Badania nad syntezą, reakcjami i właściwościami tioamidów pochodnych banzenu i niektórych pięcioczłonowych układów heterocyklicznych. W 2003 uzyskał tytuł profesora nauk chemicznych.
Pracował w Zachodniopomorskim Uniwersytecie Technologicznym w Szczecinie i w Politechnice Szczecińskiej.
Był członkiem Komitetu Chemii PAN.